# Leon Nawrocki
Leon Nawrocki (ur. 23 marca 1889 w Gnieźnie, zm. 30 grudnia 1939 w Buchenwaldzie) – działacz narodowy i społeczny na Śląsku Opolskim i w innych rejonach ówczesnych Niemiec.
Przez wiele lat był członkiem Rady Nadzorczej Związku Spółdzielni Polskich w Niemczech oraz czołowym polskim działaczem gospodarczym w Niemczech. W 1935 został prezesem Zarządu Głównego ZHP w Niemczech. We wrześniu 1939 został aresztowany przez gestapo, później zamordowany w obozie w Buchenwaldzie.